# روبين بلازا
روبين بلازا (بالإسبانية: Rubén Plaza)‏ ولد بتاريخ 29 فبراير 1980 في إسبانيا، هو دراج إسباني في صنف سباق الدراجات على الطريق.

## سجل النتائج

### سباقات أو مراحل فاز بها
- طواف فرنسا
- طواف إسبانيا

### المراكز
- حقق المركز الـ 5 في طواف إسبانيا 2005
- حقق المركز الـ 11 في سباق طواف فرنسا 2010
- حقق المركز الـ 14 في طواف إسبانيا 2010

## روابط خارجية
- روبين بلازا على موقع الاتحاد الدولي للدراجات (الإنجليزية)
- روبين بلازا على موقع أرشيف الدراجات (الإنجليزية)
- روبين بلازا على موقع إحصائيات الدراجات الإحترافية (الإنجليزية)
- روبين بلازا على موقع نسبة الدراجات (الإنجليزية)
- روبين بلازا على موقع CycleBase (الإنجليزية)
- روبين بلازا على موقع الاتحاد الدولي للدراجات (الإنجليزية)
- روبين بلازا على موقع أرشيف الدراجات (الإنجليزية)
- روبين بلازا على موقع إحصائيات الدراجات الإحترافية (الإنجليزية)
- روبين بلازا على موقع نسبة الدراجات (الإنجليزية)
- روبين بلازا على موقع CycleBase (الإنجليزية)